# Torpa sogn, Halland
Torpa sogn i Halland var en del af Himle herred. Torpa distrikt dækker det samme område og er en del af Varbergs kommun. Sognets areal var 17,14 kvadratkilometer, heraf land 17,07. I 2020 havde distriktet 1.619 indbyggere. Landsbyerne Torpa og Tångaberg ligger i sognet.
Navnet (1546 Torpeby) er en flertalsform for torp.. Befolkningen steg fra 1810 (314 indbyggere) til 1870 (608 indbyggere). Derefter faldt den, så der i 1930 var 466 indbyggere i Torpa. Siden er befolkningen steget igen, hurtigt efter 1960.